# كيفن والش (لاعب بولينغ)
كيفن والش (بالإنجليزية: Kevin Walsh)‏ هو لاعب بولينغ أسترالي، ولد في 20 مايو 1969.